# Shamrocks de Montréal
Pour les articles homonymes, voir Shamrock.
Les Shamrocks de Montréal sont un club de hockey sur glace professionnel fondé en 1886 en Amérique du Nord. L'équipe était basée dans la ville québécoise de Montréal au Canada. Dix ans après la création de l'équipe, les Shamrocks fusionnent avec les Crystals. Le nom de l'équipe, shamrock, est le nom autochtone du trèfle irlandais, symbole du pays.

## Historique

### Les débuts et la fusion avec les Crystals

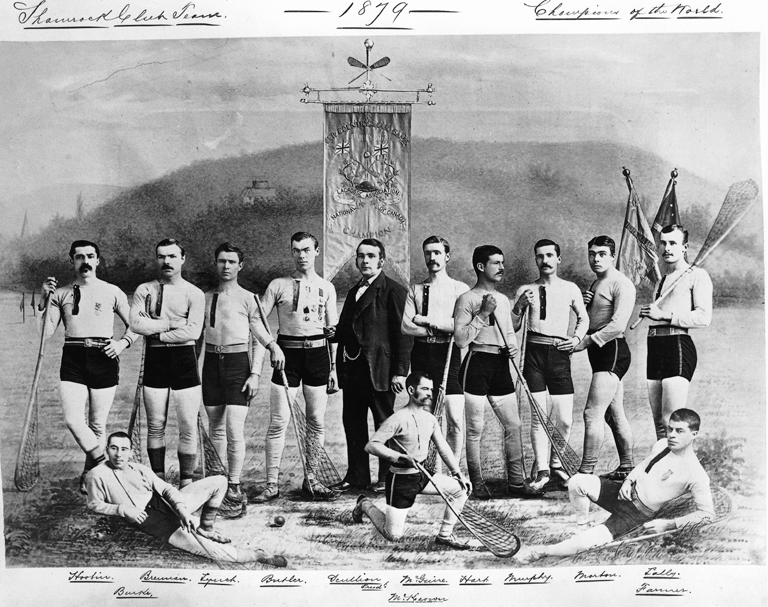
Le club de crosse des Shamrocks, champions en 1879.

En 1867, J. B. L. Flynn fonde le Shamrock Lacrosse Club de Montréal. Vingt ans plus tard, lors d'une réunion le 15 décembre 1886, le club de crosse décide de créer une équipe de hockey sur glace. Lors de leur première saison, l'équipe possède à la fois une équipe junior mais également une équipe senior. En 1891, l'équipe rejoint l'Association de hockey amateur du Canada. Avec Joe McKenna dans les buts, l'équipe ne joue que deux matchs et finit à la troisième place des quatre équipes engagées en réalisant deux défaites. L'équipe accorde neuf buts et n'en marque que deux
En 1895, les Crystals de Montréal fusionnent avec les Shamrocks à la suite de l'incendie de leur patinoire.

### Champions de la Coupe Stanley
L'année 1899 est la bonne année pour l'équipe puisque le 4 mars 1899, l'équipe finit à la première place de l'AHA en battant les Victorias de Montréal devant une foule de 8 000 personnes dans la nouvelle salle de l'Aréna de Montréal. Dix jours plus tard, ils défendent leur titre contre l'Université Queen's sur le score de 6 buts à 2. L'équipe est alors composée des joueurs suivants : 
- Gardien : James H. McKenna.
- Défenseurs : Frank Tansey, Frank Wall et Magnus Flett.
- Attaquants : Harry Trihey (capitaine), Arthur Farrell, Fred Scanlon, Jack P. Brannen, Charles Horner et John Dubby.
- Dirigeants : 
  - H.W McLaughlin (président) et C.M. Hart (vice-président)
  - W.H. Kearney et C.F. Smith (directeurs)
  - B. Dumpy (entraîneur) et C. Foley (entraîneur assistant).

Le 4 février 1899, le Quebec Hockey Club — plus tard Bulldogs de Québec — est défait sur le score de 14 buts à 3 dont 10 buts du capitaine de l'équipe, Harry Trihey.

## Ligues et palmarès
Ils ont joué dans différentes associations :
- de 1896 à 1898 : ils évoluent dans l'Association de hockey amateur du Canada (AHA) ,
- de 1898 à 1905 : dans la Ligue canadienne de hockey amateur,
- de 1905 à 1909 : ils jouent à la fois dans l'Association de hockey amateur du Canada est (AHACE) et dans l'Association canadienne de hockey (ACH)

Ils jouent également une saison dans l'Association nationale de hockey (ANH) avant de mettre fin à leur activité en 1910.
Ils ont gagné trois Coupes Stanley en mars 1899 et 1900 (février et mars) et aussi les championnats de la Ligue canadienne de hockey durant ces mêmes années.

## Anciens joueurs
Didier Pitre, Jack Laviolette, Harry Hyland et Joe Hall sont parmi les joueurs les plus connus ayant joué au sein des Shamrocks.